# اومنی‌چنل

### تجربه مشتری محور
با رشد تأثیر اپلیکیشن‌های موبایل و نقاط تماس دیجیتال روی رفتار خرید مردم، امروزه کانال‌های بسیاری برای جستجو و خرید محصولات پیش روی افراد قرار گرفته‌است. این به معنی شانس بیشتر فروشندگان برای اتصال به این مشتری‌ها است. اما در عین حال باعث ایجاد دشواری فراوان برای موفقیت در اجرای عملیات‌های بازاریابی می‌شود.
سفر یک مشتری ممکن است با جستجوی اطلاعات یک محصول از موبایل آغاز شده و سپس در امتداد سایت‌های اجتماعی یا ایمیل ادامه پیدا کند. بحث و تبادل نظرات پیرامون محصول نیز می‌تواند در فضای مجازی یا در محیط‌های اجتماعی و دوستانه صورت پذیرد. خرید نهایی در مغازه یا به صورت آنلاین انجام می‌شود. ارتباطات پس از خرید هم می‌تواند از طریق کانال‌های مختلف به سمت مشتریان هدایت گردد.
مشتریان پیوسته در حال تغییر تجارب Omni-channel هستند. آن‌ها می‌خواهند تعاملات موجود روی یک کانال (یا دستگاه) به کانال تعاملی بعدی منتقل شود. این امر به این معنی نیست که مشتریان الزاماً به دنبال یک تجربه «یکسان» روی کانال‌های متفاوت می‌گردند بلکه آن‌ها خواستار ثبات و تجربه‌های کاملاً شخصی‌سازی شده در سراسر کانال‌ها می‌گردند.

## بازاریابی Omni-channel چیست؟
فروشندگان معمولاً تمایل دارند Multichannel و Omni-channel را به جای هم بکار ببرند، در صورتی که در واقع این دو رویکرد بازاریابی دو مفهوم کاملاً متمایز هستند. بازاریابی Omni-channel نتیجه طبیعی و تکامل یافته اقدامات بازاریابی Multichannel یا چند کاناله است.
غالباً بازاریابی Multichannel تاکتیکی تر است و در آن برنامه بازاریابی هر کانال به‌طور مجزا و بدون ادغام با سایر کانال‌ها تدوین و اجرا می‌شود. در این رویکرد، تمرکز روی چشم‌اندازهای کمپانی است و نه نقطه نظرات مشتریان. در نتیجه، کانال‌ها به‌طور نا خواسته‌ای با یکدیگر وارد رقابت شده که این باعث بروز مشکلات جدی و تداخل اهداف می‌گردد.
بازاریابی Omni-channel در واقع یک نوع بازاریابی استراتژیک با اقدامات هماهنگ و یکپارچه کانالی است که در آن تمرکز اصلی روی مشتری است. همه کانال‌ها باید با هم کار کنند و به وسیلهٔ یک استراتژی همه‌جانبه مدیریت شوند تا تجربه‌ای که برای مشتری فراهم می‌شود کاملاً پایدار و با ثبات باشد. هر کانال از تعاملاتی که در کانال‌های دیگر رخ داده آگاه است و هر کدام از کانال‌ها اطلاعات ارزشمند دربارهٔ رفتار کلی مشتری را در فرا گرفته و از طریق آن تجارب جامع کانال را تقویت می‌کند.
تجارب Omni-channel مشتری محور زمانی پیشرفت می‌کنند که کانال‌هایی از قبیل موبایل، رسانه‌های اجتماعی و مغازه‌های فیزیکی با هم هماهنگ باشند. به این صورت، مشتری‌ها نه تنها می‌توانند به راحتی از کانالی به کانال دیگر بروند بلکه می‌توانند هم‌زمان از چند کانال استفاده کنند که این موجب بهتر شدن تجربه، ارتقای دانش موجود دربارهٔ محصول و بالا رفتن احتمال خرید می‌شود.
بازاریابی Omni-channel در بسیاری از کمپانی‌ها به عنوان راهی جدید برای بازاریابی و فروش در حال کسب اهمیت است. مشتریان پیوسته رفتار خرید خود را تغییر می‌دهند. برای فروشندگان بهترین راه به منظور همگام شدن با خواسته‌های مشتریان در کانال‌های متفاوت بکارگیری Omni-channel است. به منظور دستیابی به بازاریابی Omni-channel مشتری محور باید بهترین روش‌ها را در کنار اقدامات خلاقانه و سخت کوشانه و بهره‌گیری از ابزار صحیح تکنولوژی بکار گرفته شوند.

### کادر سبز: ارزش‌های بدست آمده از بازاریابی Omni-channel
· یک استراتژی متمرکز بر مشتری قوی در کمپانی که محصولات و اقدامات بازاریابی و فروش را به بهترین شکل به نیازهای خرید مشتری متصل کرده و تعاملاتی پایدار را در هر نقطه تماس فراهم می‌آورد.
· درک بهتر ترجیح و رفتار مشتری در خرید در سراسر کانال‌ها. زمانی می‌توان به بینشی کامل تر از مشتری دست یافت که همه کانال‌ها یکپارچه شده باشند و اطلاعات ادغام شده به‌طور مداوم بروزرسانی و آنالیز شوند.
· فهمی قدرتمند از سفرهای خرید هر مشتری مجزا به منظور حصول اطمینان از رساندن موارد دلخواه مشتری در هر کانال و در نتیجه ارتقای تجارت مشتریان
· بهبود درک مشتری نسبت به برند از طریق برآورده کردن صحیح توقعات او
· بالا رفتن آمار فروش (در نتیجه فروختن بهینه کالاهای فرعی یا کالاهای گران‌تر) که به وسیلهٔ پردازش هم‌زمان اطلاعات مشتری در سراسر کانال‌ها بدست می‌آید.

### هماهنگ کردن تجارب مشتری به منظور دستیابی به ثبات ساده‌تر
بازاریابی Omni-channel به این موضوع واقف است که مشتریان از طرق مختلفی چه به صورت فیزیکی و چه به صورت دیجیتال با کمپانی‌ها در تماس هستند. مشتریان به تعاملاتی که با یک کمپانی دارند به دید صرفاً یک ارتباط نگاه می‌کنند و فرقی نمی‌کند که از کدام یا چند کانال استفاده می‌کنند. شخصی‌سازی کردن یکپارچه و پیوستگی تعاملات از کانالی به کانال دیگر برای خلق تجارت با ثبات و مشارکتی حیاتی است.
بسیاری از مشتریان درک می‌کنند که امکان داشتن یک تجربه یکسان در هر کانال وجود ندارد اما آن‌ها خواستار اطلاعات و پیام‌های یکپارچه در همه کانال‌ها هستند. همچنین مشتری‌ها انتظار دارند امکانات شخصی‌سازی شده پیشرفته‌ای برای آن‌ها وجود داشته باشد تا به آن‌ها ثابت شود که کمپانی برای آن‌ها ارزش قائل شده و به آن‌ها گوش می‌دهد. تعاملات Omni-channel باید خواسته‌های مشتری برای راحتی و بهبود تجربه خرید برآورده کنند.
فراهم کردن تجارب مشتری هماهنگ در سراسر کانال‌ها چالشی در حال رشد برای فروشندگان است. همچنین، استفاده از هوش مشتری تکامل یافته شانسی بزرگ برای برقراری ارتباطات بهتر و فروختن محصولات به انواع مختلفی از مشتریان در هر کجا که باشند محسوب می‌شود.

### تکنولوژی؛ یک الزام برای بازاریابی Omni-channel
استراتژی‌ها، برنامه‌ریزی‌ها و اقدامات خلاقانه بسیاری برای تشخیص مؤثرترین راه‌ها برای اتصال با مشتریان در بازاریابی Omni-channel وجود دارد. تکنولوژی عامل مهم دیگری است که در اجرای موفقیت‌آمیز بازاریابی Omni-channel و مدیریت تعاملات پیشرفته و پیچیده این نوع از بازاریابی نقش دارد. نکته کلیدی در مورد انتخاب تکنولوژی مورد نیاز این است که باید به گونه‌ای باشند که بتوان آن‌ها را برای رویکردهای انفرادی در بازاریابی Omni-channel نیز بکار برد.
کمپانی‌ها به بازاریابی دیجیتال و تکنولوژی‌های اتوماسیون بازاریابی نیاز دارند. علاوه بر این، به پلتفرم‌های مدیریت محتوای وب پر قابلیتی نیاز است تا به فروشندگان این توانایی داده شود تا خودشان را با خواسته‌های مشتریان و Omni-channel تطبیق دهند.
به منظور جمع‌آوری اطلاعات مشتری از منابع و کانال‌های مختلف و بعد اجرای تجزیه و تحلیل‌های پیشرفته راجع به آن‌ها باید از نرم‌افزارهای سطح بالایی کمک گرفت تا بتوانند عملیات پردازش را به‌طور پیوسته انجام دهند.
تلفن‌های همراه در واقع همان وسیله‌هایی هستند که به سرعت در حال تبدیل شدن به پلتفرم هسته‌ای برای تکنولوژی‌هایی می‌باشند که مشتریان را در بسیاری از کانال‌ها به هم وصل می‌کند. هم مشتریان و هم فروشندگان امروزه به سرعت در حال استفاده از تلفن همراه در مسیر تجربه‌ها و تعاملات متفاوت فراوان هستند.
برای بسیاری از کمپانی‌ها بازاریابی Omni-channel نیازهای فرعی را در زمینه تکنولوژی با خود به همراه می‌آورد. امروزه کمپانی‌ها باید سطوح بالاتری از خدمات را برای عملکردهایی نظیر قابلیت دیدن موجودی، حمایت پایدار مشتری از کانالی به کانال دیگر، اطلاعات پرداخت و سهولت بارگیری کالاها برای خرید آنلاین فراهم کنند. Omni-channel همچنین وجود تمهیدات قوی را در زمینه برقراری امنیت سایبری دربردارد تا بدین وسیله از اطلاعات حساس و خصوصی مشتریان محافظت گردیده و اعتماد مشتری جلب شود.

### بهترین شیوه‌ها برای کسب نتایج موفق
ثبات و پایداری عامل کلیدی برای بازاریابی و فروش مؤثر Omni-channel است. مشتریان انتظار دارند در ظاهر کانال، پیام رسانی، تثبیت جایگاه برند در ذهن مشتری، موجود بودن محصولات، قیمت‌گذاری، آگاهی از عملکرد مشتری در کانال‌های متفاوت و خلق تجربه‌های شخصی‌سازی شده و منحصر بفرد همواره ثبات دیده شود. بهترین روش‌ها برای دستیابی به بازاریابی Omni-channel در سطحی استثنائی عبارتند از:

### تمرکز خود را روی رساندن تجارب Omni-channel هماهنگ به مشتری بگذارید
کمپانی‌ها باید سرمایه‌گذاری کرده و تلاش کنند ساختارهای سازمانی جدید، ابتکارهای بازاریابی، فرایندهای کسب و کار، نقش‌هایی برای کارمندان و زیر ساخت‌هایی برای تکنولوژی مهیا کرده تا ارتباط بین کانال‌ها برقرار شده و نشان داده شود که مشتریان مایلند چگونه تعاملی داشته باشند.

### استراتژی یکپارچه از بالا به پایین
برای مؤثر واقع شدن بازاریابی Omni-channel باید استراتژی‌های کسب و کار مشتری محور از سوی مقامات بالای مدیریتی اتخاذ گردند. سپس استراتژی‌های مرتبط به منظور بازاریابی و فروش، خدمات پس از فروش، ساخت محصول و سایر مسائل مربوط به مشتری مطرح شوند. کلیه اقدامات بازاریابی شامل بازاریابی دیجیتال، بازاریابی محتوا، تلفن همراه و تجارب داخل مغازه باید با هم ادغام و یکپارچه گردند.

### بازاریابی Omni-channel به معنای تجارت Omni-channel است
بازاریابی Omni-channel هرگز به موفقیت نمی‌رسد مگر این که یک رویکرد تجارت Omni-channel همراه آن باشد. Omni-channel برای کمپانی‌هایی که آن را برمی‌گزینند تبدیل به الگویی برای کسب و کار می‌گردد.

### افراد شاغل در کمپانی از اهمیت ویژه‌ای برخوردارند
منظور از افراد صرفاً تیم بازاریابی نیست بلکه کلیه کسانی است که در کمپانی کار می‌کنند. Omni-channel شامل همه عملکردهای مرتبط با مشتری است. به منظور این که کارمندان بتوانند کار خود را با تمرکز بالا روی مشتری انجام دهند، باید دیدی استراتژیک برای تجارب Omni-channel هماهنگ را درک کرده و همه ابزار مورد نظر برای انجام این کار را در اختیار داشته باشند.

### از کارهای کوچک شروع کنید
آغاز یک رویکرد Omni-channel می‌تواند یک شروع عظیم باشد. اقدامات اولیه خود را به فقط چند کانال محدود کنید تا بتوانید تعاملات و ارتباطات پایدار و شخصی‌سازی شده‌ای را با مهارت بالا ایجاد کرده و نظر مشتریان را جلب کنید.

### استفاده از یک سیاست یکسان برای همه مؤثر نیست
بازاریابی Omni-channel نیازمند یک پروسه شخصی‌سازی شده هماهنگ و یکنواخت به ازای هر مشتری در هر کانال است. به منظور ایجاد شخصی‌سازی مناسب در تعاملات لازم است که از شرایط و رفتار مشتری پیوسته آگاه باشیم و به یاد داشته باشیم که هیچ چیز به مدت طولانی در دنیای Omni-channel ثابت نمی‌ماند.

### کانال‌های هماهنگ
برای هر مشتری، کانال‌ها باید کلیت (چه ظاهری و چه محتوایی) یکسانی را از خود نشان دهند تا تجربه با ثبات تری در اختیار مشتری گذاشته شود. ارتباطات با مشتری در همه سطوح باید اطلاعات مشابهی را به‌طور واضح در رابطه با مواردی مانند قیمت‌ها، اطلاعات محصول، نحوه ارسال و همچنین هویت برند برساند.

### طراحی هدف محور برای ایجاد تجربه مؤثر از کانال
مشتری‌ها اغلب از کانال‌ها یا دستگاه‌های متفاوتی برای اهداف مختلف استفاده می‌کنند: تلفن‌های هوشمند معمولاً برای دسترسی آسان و سریع به اطلاعات «ساده‌تر» استفاده می‌شوند در حالیکه تبلت‌ها و لپ تاپ‌ها ابزارهایی هستند که برای فعالیت‌های پیچیده‌تر انتخاب می‌شوند. طراحی‌ها باید به گونه‌ای باشند که تجربه مشتری متناسب و هماهنگی را ایجاد کرده و در عین حال این طراحی باید برای هر یک از کانال‌ها و دستگاه‌ها نیز به‌طور انحصاری متناسب باشد.

### قالبی را ایجاد کنید که موارد استفاده مشتری و رفتار او در آن قابل ذکر و مدیریت باشد
سیستم ثبت پیغام و محتوایی را به وجود آورید که ماهیت یک کانال خاص را در کنار فعالیت مشتری در همان کانال (و به علاوه در کانال‌های دیگر) منعکس کند. مطمئن شوید که اطلاعات به اندازه کافی در هر کانال در دسترس باشند. همچنین باید یک رویکرد یکپارچه و ترکیبی وجود داشته باشد تا محتوای یکنواختی را برای تعاملات مشتری از کانالی به کانال دیگر فراهم سازد.

### درک کاملی از بازارها و مشتری‌های هدف خود داشته باشید
این مرحله شامل کشف کانال‌هایی است که بیشترین اهمیت را برای هر مشتری دارند تا از این طریق بتوان روی ایجاد تعاملات شخصی‌سازی شده روی آن کانال‌ها تمرکز نمود. به وسیلهٔ کانال‌های یکپارچه می‌توان اطلاعات و تجزیه و تحلیل‌های جامع و گسترده‌تری را جمع‌آوری نموده و نتیجه اشتباهات یا موفقیت‌های گذشته را روی آن‌ها اعمال کرد. علاوه بر تجزیه و تحلیل مستمر داده‌ها باید توجه داشت که آزمایش، اندازه‌گیری و اجرای روش‌های بهسازی روی همه جوانب بازاریابی Omni-channel امری حیاتی است که نیازمند صبر و حوصله فراوان است.

## بازاریابی Omni-channel در عمل
همان‌طور که در ابتدا به آن اشاره کردیم، رویکرد چند سکویی (Multiplatform) که رویکرد مورد استفاده در بازاریابی Multichannel است با متمرکز کردن توجه خود روی فروشنده می‌تواند منجر به ایجاد فضایی رقابتی شود چرا که در واقع هدف آن اولویت قرار دادن مشتری نیست. امابازاریابی Omni-channel کاملاً مشتری محور است. برای درک بهتر چگونگی عملکرد Omni-channel در دنیای واقعی مثال شارلوت، خریداری که در بخش اول این مقاله مشاهده کردیم را در نظر بگیرید. کمپانی که شارلوت با آن تعامل دارد را برند X می‌نامیم. برند X می‌تواند از کمپین‌های بازاریابی از پیش طراحی شده‌استفاده کرده و به طرز تعامل شارلوت واکنش نشان دهد. از آنجایی که اطلاعاتی که شارلوت از برند X دریافت می‌کند از طریق بازاریابی Omni-channel با تعاملات او با برند کاملاً اختصاصی و متناسب گردیده، در نتیجه پیام‌هایی که شارلوت دریافت می‌کند همواره پایدار، با ثبات و متمرکز بر شخص اوست.
با در نظر داشتن این حقیقت که تمرکز بازاریابی Omni-channel روی مشتری است، تفکر راجع به پیاده‌سازی مؤثر یک کمپین Omni-channel وسوسه‌برانگیز است علی‌رغم این که عملی کردن آن می‌تواند زمان بر، پر هزینه و کاملاً متکی بر بکارگیری سرمایه انسانی باشد. در عمل، بخش قابل ملاحظه‌ای از این فرایند می‌تواند به وسیلهٔ ابزار خودکار مانند Kentico (یک سیستم مدیریت محتوای وب) انجام گیرد. این ابزار به برند X اجازه می‌دهد که ارتباطی بلند مدت با شارلوت برقرار کرده و آمار فروش برند X و همچنین میزان وفاداری شارلوت را افزایش دهد.
شارلوت در فعالیت‌های دیجیتال بسیاری شرکت دارد از قبیل اسکن کد QR، جستجوی اینترنتی محصولات، خرید آنلاین، انجام نظر سنجی و پست‌گذاری در رسانه‌های اجتماعی در حین فرایند خرید. برند X به وسیلهٔ بازاریابی خودکار مبتنی بر Omni-channel می‌تواند فعالیت‌های خود را در این نقاط تماس به گونه‌ای ترتیب دهد که تعاملاتی کامل و مشتری محور که مطابق با نیازهای شارلوت است را در اختیار او قراردهد.
بیایید فرض کنیم که در این مثال برند X از یک وبسایت کاملاً واکنش گرا بهره‌مند است که علاوه بر تبلت شارلوت روی کامپیوتر و تلفن همراه او نیز کار می‌کند. بازاریابی به وسیلهٔ Kentico و خودکار کردن کمپین این امکان را برای برند X فراهم می‌کند تا در مقاطع چندگانه زندگی مشتریان به آن‌ها (شارلوت هم جزئی از آنهاست) دسترسی پیدا کرده و محتوای مناسب را در اختیار آن‌ها قرار داده و فعالیت‌های فروش را به گونه‌ای شخصی‌سازی شده و انحصاری برای آن‌ها آغاز نماید. از آنجایی که به وسیلهٔ Kentico می‌توان دست به خلق کمپین‌هایی پیچیده زد، برند X می‌تواند تمام تماس‌های دیجیتال شارلوت با برند در طی سفر بازاریابی را در غالب فقط یک کمپین بازاریابی Omni-channel ادغام نماید. علاوه بر این، استفاده از قابلیت بازاریابی آنلاین در Kentico به دلیل ویژگی‌های طراحی موجود در آن بسیار آسان است و حتی افراد غیر متخصص در این زمینه نیز می‌توانند با آن کار کنند؛ بنابراین، برند X می‌تواند بنا به نیاز و بر اساس نحوه تعاملات شارلوت یا مشتریان مشابه او با برند بدون زحمت زیادی در کمپین تغییراتی ایجاد کند.
در مثال ما، به محض این که سایت برند X ایجاد و کمپین پیرامون یک تجربه مشتری خاص شکل گرفت، تیم بازاریابی می‌تواند وقایع خودکاری را خلق کند تا به Triggerهای موجود در این تجربه مشتری واکنش نشان دهد. در Kentico کمپین‌های بازاریابی از طریق یک یا تعداد بیشتری از فرایندهای خودکار کنترل می‌شوند. هر فرایند شامل گروهی از Triggerهایی است که فروشندگان می‌توانند با استفاده طراح بصری تعبیه شده در Kentico آن‌ها را کاملاً شخصی‌سازی کنند. فروشندگان برند X می‌توانند فرایندها را به صورت دستی برای مخاطب‌های انفرادی یا گروهی از مخاطبان آغاز نمایند یا این که این کار را به خود سیستم واگذار کنند که فرایندها را با استفاده از Triggerهای مبتنی بر شرایط شروع کنند. عملکرد این Triggerها جابجا کردن مخاطب (شارلوت) در طول فرایند خودکار و از طریق ارائه پاسخ‌های از پیش تعریف شده به مشارکت شارلوت با نقاط تماس مختلف برند است. این پاسخ‌ها توسط تیم بازاریابی و بر اساس فهم تعاملات احتمالی بین مشتری و نقاط تماس دیجیتال برند X تعیین می‌شود.
در عمل، شارلوت محصولات مورد علاقه خود را در لیست علاقه‌مندی‌های خود می‌گذارد. از آنجایی که او از طریق ایجاد یک لیست علاقه‌مندی به نوعی با برند X تماس پیدا کرده، اطلاعات تماس وی و عمل قرار دادن یک سری از محصولات در لیست علاقه‌مندی یکی از فرایندهای بازاریابی خودکار از پیش تعریف شده را فعال می‌کند. در این مورد، این فرایند از پیش تعریف شده می‌تواند ارسال یک ایمیل حاوی پیشنهادها ویژه برای نحوه ارسال یا سایر محصولات مشابه باشد تا وی را برای خرید ترغیب نماید. این مثال‌ها می‌توانند از همان ابتدا با Kentico انجام شوند زیرا این سیستم می‌تواند تمام وقایعی که در صندوق ورودی ایمیل شارلوت را پس از سفارش او پیگیری نماید. این وقایع در واقع شارلوت را با برند X در ارتباط قرار داده و خریدهای بعدی او را تسهیل می‌کند.
فروشندگان همچنین می‌توانند با استفاده از چند کدنویسی اضافی این امکان را برای Kentico فراهم کنند تا مسئولیت پیگیری کدهای QR اسکن شده و پست‌های Twitter (همان‌طور که در مثال شرح داده شد) را نیز بر عهده بگیرد. علاوه بر این، از این کدنویسی می‌توان به این طریق استفاده کرد که به عنوان مثال هنگامی که سفارش شارلوت آماده ارسال است، از طریق ارسال یک پیام کوتاه مستقیماً با او ارتباط برقرار کنیم.
در حالیکه ممکن است برای خلق برخی از پاسخ‌های خودکار نیاز به کدنویسی اضافه داشته باشیم، اما نکته کلیدی در همه تماس‌های event-triggered که برند در نتیجه Omni-channel و بازاریابی خودکار به شارلوت ارسال می‌کند این است که هر کدام از این تماس‌ها باید به‌طور خاص با عملکردهای شارلوت مطابقت داشته باشد. زمانی که شارلوت از هر یک از نقاط تماس واکنش گرای برند مانند وبسایت، رسانه‌های اجتماعی، اضافه کردن محصولات به سبد خرید، اسکن کردن کد QR، سفارش گذاشتن و … ارتباط برقرار می‌کند، هر نقطه تماس یک رویداد خاص و از پیش تعریف شده را که با عملکرد اخیر شارلوت مطابقت دارد را Trigger می‌کند.
بازاریابی Omni-channel یک راه مؤثر برای دستیابی به مشتریان با یک پیام غنی است که تمرکز آن روی خود مشتری است و نه یک پیام ثابت و استاتیک که تمرکز آن روی نیازهای متناقض و پلتفرم‌های بکار گرفته شده توسط یک واحد بازاریابی است. Kentico ویژگی‌های فوق‌العاده کاربردی در زمینه اتوماسیون بازاریابی و اتوماسیون کمپین ارائه می‌دهد که به فروشنده این شانس را می‌دهد که بازاریابی Omni-channel را در کمپین‌های خود جای داده و به مشتریان خود با مؤثرترین شیوه اتصال یابد. از آنجایی که شارلوت از طریق بازاریابی Omni-channel با برند X احساس ارتباط می‌کند، این ارتباط او همچنان متصل باقی می‌ماند و او در فواصل زمانی کوتاه به کانال‌های ارتباطی می‌زند. در واقع شارلوت و افراد مانند او هستند که باعث رشد کسب و کار می‌شوند.

### Customer Journey
سفر مشتری داستان تجربه مشتری را از تماس آغازین تا فرایند ایجاد مشارکت و ایجاد ارتباط طولانی مدت بیان می‌کند. در واقع این سفر نشان دهنده کلیه مراحل، شرایط و حالت‌های احساسی است که مشتری در زمان تعامل با یک سازمان، آن‌ها را تجربه می‌کند.

### Customer Intelligence
هوش مشتری یک فرایند جمع‌آوری و آنالیز اطلاعات با توجه به مشتری است؛ که شامل جزئیات و فعالیت آن‌ها می‌شود، این کار برای تأثیرگذاری بیشتر بر روی مشتریان و بهبود استراتژی‌های بازاریابی بر روی مشتریان انجام می‌گیرد.

### Touchpoint
نقطه تماس راه‌های تعامل مصرف‌کننده با کسب و کار از قبیل ارتباط رو در رو، وبسایت، اپلیکیشن موبایل و سایر روش‌های ارتباطی است.

### بهترین روش‌های خلق تجربه‌ای بی عیب و نقص برای مشتری از طریق Omni-Channel
این مقاله ترجمه شده توسط استودیو گرافیک جوهری است که در زمینه برندینگ و دیجیتال مارکتینگ فعالیت دارد. تجارب مطرح شده در این مقاله کمک به درک کاربردی امنی چنل دارد
ایجاد یک تجربه به یاد ماندنی برای مشتری امری بسیار حیاتی است و منجر به تعیین نیازهای مشتری و هم راستا شدن ارزش‌های برند شما با این نیازها می‌شود.
در اینجا به شش مورد از روش‌های طراحی و پیاده‌سازی این تجربه‌ها اشاره خواهیم کرد.
| پیاده‌سازی استفاده از قالب مناسب شناسایی تجربه مشتری و مقیاس‌های کاربردی برای اندازه‌گیری میزان موفقیت عملی کردن تجربه با بکارگیری 3Rs | طراحی تقسیم‌بندی مشتریان هدف خود و شناسایی مسائل مورد اهمیت هر یک از آنها تجزیه و تحلیل سفر مشتری فعلی برای هر تقسیم‌بندی اولویت بندی تمرکز و برنامه‌ریزی سفر مشتری |

#### １. تقسیم‌بندی مشتریان هدف خود و شناسایی مسائل مورد اهمیت هر یک از آن‌ها
اگر شما ۹۹ کار خوب برای کسی انجام دهید و در مواقع اضطرار تنها یک کار را انجام ندهید یا بدانجام دهید، شما را با همان یک کار خواهند شناخت؛ بنابراین شناخت موقعیت اضطرار و شناخت نیازهای اساسی و بحرانی مشتری امری مهم در ایجاد تجربه خوب برای مشتری است. حال در این میان دسته‌بندی مشتریان هدف و تمرکز بر روی سودآورترین آن‌ها امری هوشمندانه و منطقی است. بیایید از مثال یک خط هوایی برای نشان دادن بهتر این روش کمک بگیریم. در مرحله اول برای تشخیص مشتری هدف، باید در نظر بگیرید که پر منفعت‌ترین مشتریان شما چه کسانی هستند. در مورد خط هوایی، عواملی نظیر میزان رزروها، هزینه برای خدمت و ارتباط‌های برقرار شده دخیل هستند.
به محض این که تقسیم‌بندی هدف خود را شناسایی کردید، باید نیازهای حیاتی مشتری را تعیین نمایید. به عنوان مثال، اگر شما یک خط هوایی کم هزینه هستید، نیازهای حیاتی مشتری شامل ورود و خروج‌های به موقع، قیمت پایین و خدمات مربوط به مشتری می‌شود. با تعیین این که شما با چه نیازهایی روبرو هستید می‌توانید نیازهای حیاتی مشتریان را با ارزش برند خودهم راستا نمایید.

#### ２. تجزیه و تحلیل سفر مشتری فعلی برای هر تقسیم‌بندی
همین‌طور که شما بررسی کردن سفر فعلی مشتری را برای هر تقسیم‌بندی آغاز می‌کنید، نقاط بالا و پایین مسیر مشخص می‌شوند. در هنگام انجام این کار، سفر را از بعد احساسی مشتری تعریف کنید.
نکات اصلی که باید به یاد داشته باشید:
· ممکن است در هر تقسیم‌بندی سفرهای متفاوتی داشته باشید.
· عنصر احساسی را در نظر گرفته و ببنید در جایگاه مشتری چه حسی می‌توانید داشته باشید.
· خودتان را به طرق مختلف جای مشتری بگذارید. مثلاً با یک رزرو کردن واقعی بلیط در مثال خط هوایی
شما می‌توانید از ابزارهای مختلفی مانند نظر سنجی، ضبط مکالمات تلفنی و گروه‌های تمرکز (کانونی) مشتریان، تجربه فعلی مشتری را با دقت بیشتری بررسی کنید و به داده‌های بدست آمده اعتبار ببخشید.
به عقب برگردید و ببینید در طول سفر موضوع غیرقابل قبولی بوده که باعث از دست دادن مداوم مشتریان شما بشود یا خیر. به تجربه و احساسی که به مشتری در انتهای سفر هدیه می‌دهید توجه داشته باشید: آیا نقطه قابل توجه‌ای است یا این که مشتری را فقط درگیر حلقه‌های بسیاری کرده‌اید که در آخر به آن‌ها تجربه خوبی نمی‌دهد؟
اگر قرار است که تجربه به یاد ماندنی تر باشد، در نتیجه تفاوت بیشتری بین زمانی که تجربه عالی است و زمانی که نیست وجود دارد. برای ایجاد تأثیرگذاری طولانی، به بهترین نحو آن را پایان دهید.

#### ３. اولویت بندی تمرکز و برنامه‌ریزی سفر مشتری
در این مرحله تعیین کنید که کجای این مسیر باید تمرکز کنید تا بهینه‌ترین نوع تجربه را فراهم نمایید. به این منظور یک ماتریس چهارتایی مانند شکل زیر در نظر بگیرید و هر مرحله از سفر و اهمیت آن را برای خودتان و مشتری شناسایی کنید.
بخش بالایی و سمت راستی قسمتی است که شما باید بیشترین تمرکز را روی آن بگذارید. از آن برای تعیین سفر بهبود یافته مشتری بهره بگیرید و حتماً فاکتور احساس را در نظر داشته و همچنین نقاط بالا در سفر مشتری را با نیازهای حیاتی او و همچنین ارزش برندتان هم راستا کنید. به چند نکته زیر توجه کنید:
· سعی نکنید همه چیز را برای همه فراهم کنید. زمان، منابع و پول شما محدود است. نقاط «فوق شگفت‌انگیز» سفر که با ارزش برند و نیازهای حیاتی مشتری در آن تقسیم‌بندی در ارتباط است را مشخص نموده و برنامه را به بهترین شکل پایان دهید.
· در هنگام فکر کردن به یک سفر جدید بعد نقطه تماس (Touchpoint) را در نظر بگیرید.

##### چگونگی افزودن نقطه تماس
در مسیر برنامه‌ریزی سفر، به این فکر کنید که چه گزینه‌هایی را برای ارتباط در اختیار مشتریان هدف خود قرار می‌دهید و چقدر این گزینه‌ها با موارد مورد اهمیت آن‌ها همخوانی دارد. این فهرست به شما کمک می‌کند که تفاوت‌ها را درک کرده و حتی گزینه‌هایی که دیگر مهم نیستند و باید از آن‌ها صرفنظر کنید را شناسایی نمایید.
برای برقراری تعامل در سفر کانال‌های مرتبط با مشتری را در نظر بگیرید.
حالا نوبت به این رسیده که روی فاصله بین شرایط فعلی و شرایط آینده سفر مشتری یک تجزیه و تحلیل به عمل آورید.

##### اجرایآنالیز گپ
در هنگام مقایسه وضعیت فعلی با وضعیت آینده آن
1. اگر شرایط فعلی پایین‌تر از شرایطی است که برای آینده در نظر گرفته شده، شما باید بررسی کنید که آیا شرایط فعلی در حال اثرگذاری منفی به ارزش و تعهد برند شما است یا نه. اگر پاسخ مثبت است باید به این مسئله بیندیشید که اثر کسب و کار در واقع همان تجربه مشتری است. در این صورت باید شروع به ارتقا شرایط فعلی داده و تلاش کنید تا نقاط منفی را از بین ببرید.
2. اگر شرایط فعلی بالاتر از شرایط آینده است و تأثیر منفی روی نیازهای حیاتی و ارزش برند ندارد، شاید شما در حال هدر دادن منابع خود هستید. احتمالاً شما باید مصارف خود را تا حدی کاهش داده چرا که برای مشتری ضروری نیست.
3. اگر وضعیت کنونی در سطح قابل قبولی نیست، شما تجربه مشتری را با نگه داشتن آن در حدی ثابت تحت تأثیر قرار می‌دهید.

سپس یک برنامه عملی برای کم کردن فاصله افراد، فرایند و تکنولوژی‌ها آماده کنید. به عنوان جزئی از این برنامه آنالیز رقابت را از دست ندهید. ببینید مشتری بودن چه حسی دارد. لازم است بدانید که کجا باید بین خودتان و بقیه تمایز قائل شوید.
بین شرایط فعلی و شرایط آینده سفر مشتری «آنالیز گپ» را انجام دهید. در مثال زیر، کمپانی B تجربه دلچسب تری را فراهم می‌کند چون پایان خوشایندتری دارد.
حالا که سفر بهینه مشتری خود را تعریف کرده‌اید باید به پیاده‌سازی آن فکر کنید.

#### ۴) استفاده از قالب مناسب
مثال ۱: تجربه استفاده از وب را شخصی کنید.
به عنوان مثال، مشتری شما در حال جستجو در وبسایت کمپانی شما است. شما می‌توانید بر اساس فعالیت آنلاین او، متوجه شوید که وی در چه زمینه‌ای مشغول جستجو است، آیا وارد سایت شده و …. بنابراین، با در دست داشتن اطلاعاتی از این دست می‌توانید محتوای سایت را تغییر داده تا تجربه استفاده از وب را برای مشتری شخصی کنید.
این شخصی‌سازی می‌تواند شامل موارد زیر باشد:
· پیشنهاد دادن محصولات مرتبط
· فعال یا غیرفعال کردن کانال‌های تماس
· ارائه پیشنهادها ویژه یا کوپن‌ها
· طرح‌ریزی تغییرات در قالب وب بر اساس قوانین
مثال ۲: سفر را به صورت کانالی منقطع با انحراف در نظر بگیرید.
در این مثال، مشتری سفارش یک داروی معمولی را به صورت آنلاین ثبت می‌کند. بعد از گذشت ۱۲ ساعت مشتری با کمپانی فروشنده تماس می‌گیرد تا وضعیت سفارش خود را پیگیری کند؛ بنابراین، این فرایند از محیط اینترنت آغاز شده و الان عبور کرده و به کانال صدا و تماس تلفنی رسیده‌است. تلفن گویا از سفارش آنلاین آگاه است و از این طریق یک اطلاعیه بروزرسانی از وضعیت سفارش در اختیار مشتری قرار داده می‌شود. اما ممکن است مشتری حتی پس از شنیدن این پیام همچنان مایل باشد تماس تلفنی با شخص مورد نظر در کمپانی داشته باشد. به علت ارزش پایین این تماس و این که سفارش وی برای یک داروی معمولی و غیر حیاتی است، تماس وی لغو شده و سپس در مناسب‌ترین زمان ممکن از طرف کمپانی با وی تماس گرفته می‌شود.
مثال ۳: گسترش زمینه فرای مرکز تماس
در مورد این مثال می‌توان استفاده از قالب و زمینه را تا بیرون از مرکز تماس کمپانی، شعبه یا مغازه خرده فروشی گسترش داد. مشتری در حال خرید آنلاین یک تبلت جدید است که با یک پیشنهاد ویژه تخفیف مواجه می‌شود. کد QR را با موبایل خود اسکن کرده و متوجه می‌شود که این تخفیف ویژه دارای یک تاریخ انقضای مشخص است و همین امر موجب تلقین حس عجله در وی می‌شود و سپس مشتری به مغازه خرده فروشی مراجعه می‌کند. در مغازه، فروشنده کد QR پیشنهادی را اسکن کرده و به همه زمینه‌هایی که مشتری در وبسایت با آن‌ها درگیر بوده پی برده و همچنین به تعاملات گذشته مشتری در وبسایت دسترسی پیدا می‌کند.

#### ۵)تجربه مشتریو مقیاس‌های کاربردی برای اندازه‌گیری میزان موفقیت را شناسایی نمایید
همه معیارهای تجربه مشتری جایگاه معتبر خاص خود را دارند؛ بنابراین، آن‌هایی که شما برمی‌گزینید به نوع و ماهیت کسب و کار شما بستگی دارد. فرقی نمی‌کند که شما کدام معیار تجربه را انتخاب می‌کنید، بهترین و کلیدی‌ترین روش این است که معیارهای عملی روز به روز در مرکز تماس را با آن معیار تجربه مشتری در یک خط قرار دهیم تا بتوانیم میزان موفقیت را بسنجیم.

#### 6) 3Rs را تنظیم کرده تا این تجربه را عملی سازید
به موازات این که طرح و قوانین خود را به سمت زمینه و قالب می‌برید و اندازه‌گیری‌ها را بر اساس عواملی که تجربه مشتری را ارتقا می‌دهند تنظیم می‌کنید، باید 3Rs را نیز تنظیم نمایید. این 3Rs عبارتند از Resources (منابع)، Routing (مسیریابی) و Reporting (گزارش گیری)
· آموزش، کسب مهارت و گزینش کارمندهای منابع را هم راستا با تجربه در نظر بگیرید.
· اینترنت، تلفن و موبایل و سایر خدمات کمکی کانال‌های مشتری را به وسیلهٔ تقسیم‌بندی مشتریان هدف تنظیم نمایید.
· معیارهای روزانه و زمانی را برای گزارشگیری تنظیم نمایید.
· قوانین مسیریابی تعاملی را با استفاده از بهترین شیوه‌ها تنظیم نمایید.